# Meliboeus rugosipennis
Meliboeus rugosipennis es una especie de escarabajo del género Meliboeus, familia Buprestidae. Fue descrita científicamente por Obenberger en 1916.